# Landrethun-le-Nord
Landrethun-le-Nord és un municipi francès situat al departament del Pas de Calais i a la regió dels Alts de França. L'any 2007 tenia 1.118 habitants.

## Demografia

### Població
El 2007 la població de fet de Landrethun-le-Nord era de 1.118 persones. Hi havia 367 famílies de les quals 45 eren unipersonals (12 homes vivint sols i 33 dones vivint soles), 103 parelles sense fills, 165 parelles amb fills i 54 famílies monoparentals amb fills.
La població ha evolucionat segons el següent gràfic:
Habitants censats

### Habitatges
El 2007 hi havia 393 habitatges, 374 eren l'habitatge principal de la família, 4 eren segones residències i 15 estaven desocupats. 371 eren cases i 17 eren apartaments. Dels 374 habitatges principals, 251 estaven ocupats pels seus propietaris, 113 estaven llogats i ocupats pels llogaters i 10 estaven cedits a títol gratuït; 11 tenien dues cambres, 43 en tenien tres, 92 en tenien quatre i 228 en tenien cinc o més. 312 habitatges disposaven pel capbaix d'una plaça de pàrquing. A 170 habitatges hi havia un automòbil i a 176 n'hi havia dos o més.

### Piràmide de població
La piràmide de població per edats i sexe el 2009 era:
| Homes | Edats   | Dones |
| ----- | ------- | ----- |
| 0     | 95 o +  | 0     |
| 0     | 90 a 94 | 4     |
| 4     | 85 a 89 | 0     |
| 0     | 80 a 84 | 8     |
| 16    | 75 a 79 | 0     |
| 4     | 70 a 74 | 16    |
| 20    | 65 a 69 | 28    |
| 16    | 60 a 64 | 16    |
| 16    | 55 a 59 | 20    |
| 12    | 50 a 54 | 20    |
| 52    | 45 a 49 | 20    |
| 16    | 40 a 44 | 32    |
| 36    | 35 a 39 | 12    |
| 40    | 30 a 34 | 36    |
| 40    | 25 a 29 | 48    |
| 20    | 20 a 24 | 28    |
| 16    | 15 a 19 | 44    |
| 28    | 10 a 14 | 44    |
| 56    | 5 a 9   | 20    |
| 40    | 0 a 4   | 20    |

## Economia
El 2007 la població en edat de treballar era de 732 persones, 513 eren actives i 219 eren inactives. De les 513 persones actives 447 estaven ocupades (266 homes i 181 dones) i 66 estaven aturades (30 homes i 36 dones). De les 219 persones inactives 40 estaven jubilades, 75 estaven estudiant i 104 estaven classificades com a «altres inactius».

### Ingressos
El 2009 a Landrethun-le-Nord hi havia 402 unitats fiscals que integraven 1.182 persones, la mediana anual d'ingressos fiscals per persona era de 14.585 €.

### Activitats econòmiques
Dels 28 establiments que hi havia el 2007, 1 era d'una empresa extractiva, 3 d'empreses de fabricació d'altres productes industrials, 2 d'empreses de construcció, 4 d'empreses de comerç i reparació d'automòbils, 2 d'empreses de transport, 3 d'empreses d'hostatgeria i restauració, 5 d'empreses immobiliàries, 2 d'empreses de serveis, 4 d'entitats de l'administració pública i 2 d'empreses classificades com a «altres activitats de serveis».
Dels 6 establiments de servei als particulars que hi havia el 2009, 2 eren tallers de reparació d'automòbils i de material agrícola, 1 fusteria, 1 electricista, 1 perruqueria i 1 restaurant.
Dels 2 establiments comercials que hi havia el 2009, 1 era un hipermercat i 1 una botiga de menys de 120 m².
L'any 2000 a Landrethun-le-Nord hi havia 9 explotacions agrícoles que ocupaven un total de 558 hectàrees.

## Equipaments sanitaris i escolars
El 2009 hi havia una escola elemental.

## Poblacions més properes
El següent diagrama mostra les poblacions més properes.